# Trolejbusová doprava v Murmansku

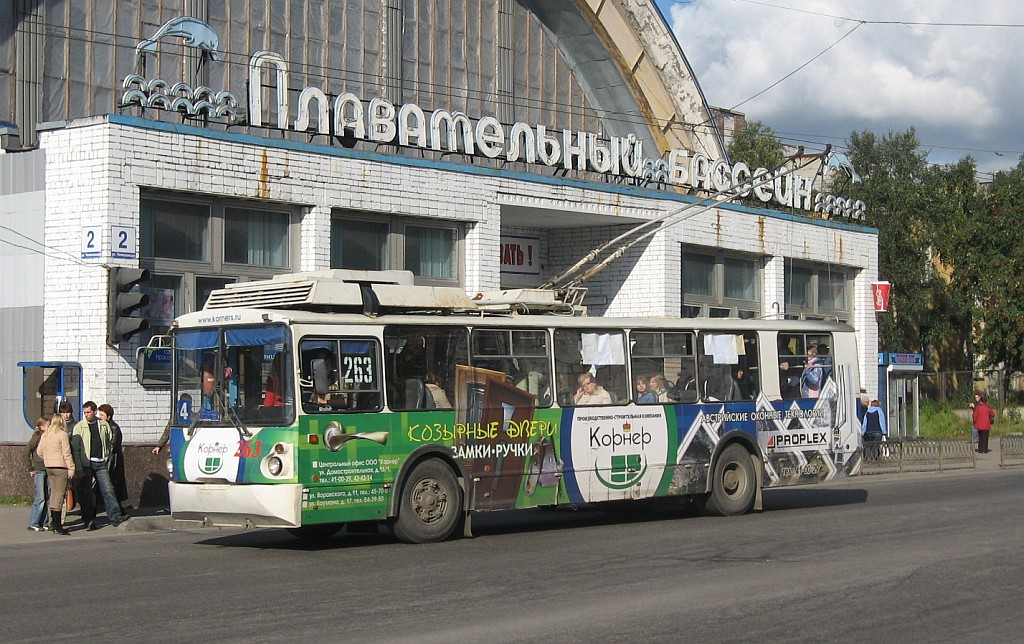
Trolejbus před plaveckým bazénem v Murmansku

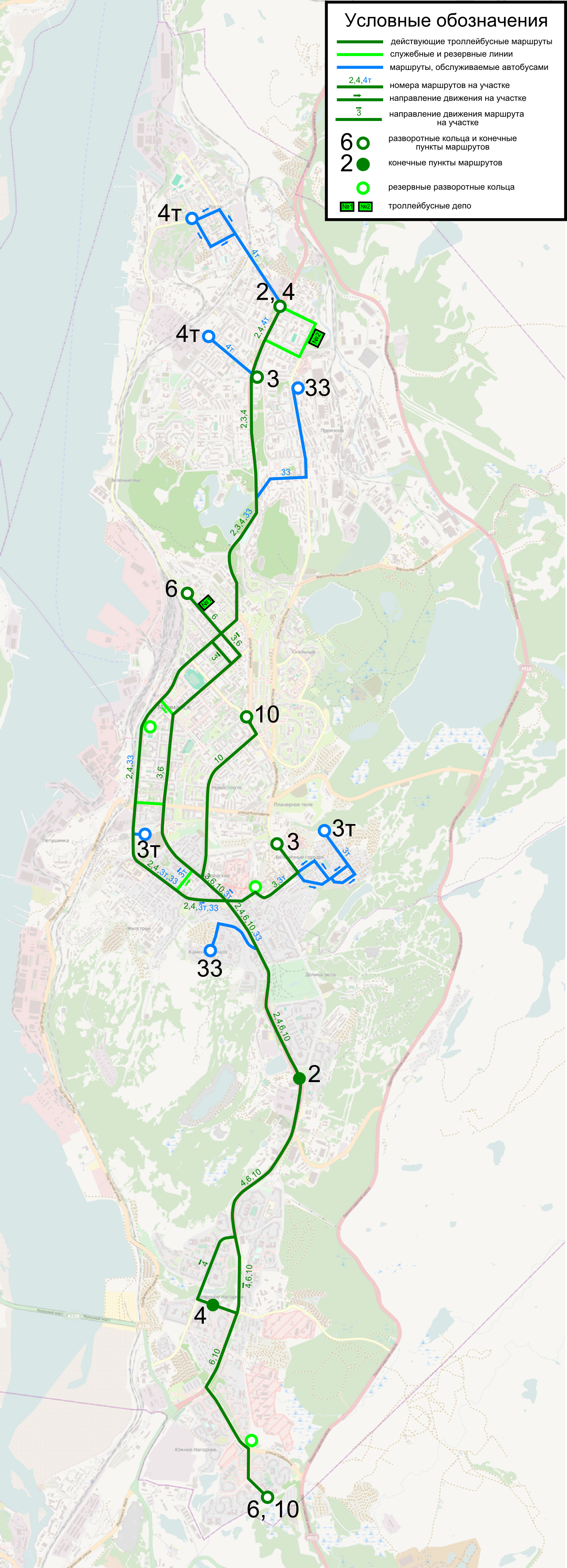
Mapa trolejbusových linek v Murmansku

V ruském městě Murmansk je provozována síť trolejbusové dopravy. Jedná se o nejseverněji položenou trolejbusovou síť na světě. Provoz zajišťuje společnost MP Elektrotransport.
Murmanské trolejbusy jsou v provozu od roku 1962, projektové přípravy však začaly už v roce 1954. Počet linek postupně stoupal až na 8; později byly některé linky zrušeny, resp. sloučeny s jinými; jejich počet se ustálil na současných pěti (s čísly 2, 3, 4, 6 a 10; dříve též 1, 5 a 7). Trolejbusy obsluhují především střední a jižní část města, kde jsou velká panelová sídliště.
V roce 2005 bylo v provozu 105 vozidel, především typu ZiU. Servis zajišťovaly dvě vozovny v ulicích Karla Libknechta (Vozovna 1) a Sverdlova (Vozovna 2). Cena jednorázové jízdenky činí 9 rublů (2007).